# Clara Smith
Clara Smith (Carolina del Sur, Estados Unidos, 13 de marzo de 1894 – Estados Unidos, 2 de febrero de 1935)fue una cantante de blues clásico estadounidense, considerada la "Reina de los Moaners", aunque tenía una voz más ligera y dulce que la de muchos de sus contemporáneos.  Clara Smith no estaba relacionada con las cantantes Bessie Smith y Mamie Smith.

## Biografía
Clara Smith nació en el condado de Spartanburg, Carolina del Sur. Sus padres fueron Selena y William Smith. Nunca estuvo matriculada en la escuela, pero en el censo figuraba como capaz de leer y escribir. Los historiadores del blues piensan que lo más probable es que Smith conociera en su juventud los "espectáculos itinerantes en tiendas de campaña",que frecuentemente se detenían en Spartanburg y despertaron su interés por la interpretación.
En 1910, Smith comenzó a trabajar en el circuito de teatro afroamericano, en espectáculos en carpas y en vodevil. En 1918,aparecía como cabeza de cartel en el circuito de la Asociación de Reservas de Propietarios de Teatros en los estados del sur. En 1923, había actuado en los principales teatros de la época, como el Lyric de Nueva Orleans, el Dream Theatre de Columbus, Georgia, el Bijou Theatre de Nashville y el Booker T. Washington Theatre de St. Louis.
En 1923, se instaló en la ciudad de Nueva York, donde actuó en cabarets y bares clandestinos. Luego firmó un contrato de grabación y ese mismo año realizó la primera de su exitosa serie de grabaciones de gramófono con Columbia Records. Allí trabajó con otros músicos como Fletcher Henderson, Louis Armstrong,y Don Redman. El 1 de septiembre de 1925 grabó dos duetos con Bessie Smith: "My Man Blues" y "Far Away Blues" (Columbia 14098-D).  En 1927 grabó "Troublesome Blues" de Tom Delaney.Inicialmente fue una cantante de baladas tristes, luego comenzó a grabar temas más dinámicos. Su grabación de mayo de 1926 de "Whip It to a Jelly" fue considerada "uno de los blues sexuales más abiertos". Smith grabó 122 discos, todos con Columbia Records, y las ventas de sus discos sólo fueron superadas por Bessie Smith. Clara Smith era reconocida en todo Estados Unidos, actuaba incluso en la costa oeste, lo cual era poco común para una cantante de blues.
Mientras actuaba, Smith conoció a la joven Josephine Baker y eligió ser su mentora. Smith es reconocida por haberle dado a Baker su primera oportunidad en el negocio discográfico, la contrató cuando tenía 13 años como su vestuarista. Se cree que Smith y Baker tuvieron una relación romántica durante un tiempo, en particular, un colega las llamó "amantes".
En 1933, estuvo de gira en Detroit, Michigan trabajando en teatros de revista. 
En febrero de 1935 murió por una enfermedad cardíaca, un mes antes de cumplir 41 años.

## Discografía
- "I Never Miss the Sunshine (I'm So Used to the Rain)" / "Awful Moanin' Blues" (1923) con Fletcher Henderson
- "I Got Everything A Woman Needs" / "Every Woman's Blues" (1923)
- "Irresistible Blues" / "I Want My Sweet Daddy Now" (1923)
- "All Night Blues" / "Play It (Do It a Long Time Papa)" (1923)
- "Kind Lovin' Blues" / "Down South Blues" (1923)
- "Don't Never Tell Nobody" / "Waitin' for the Evenin' Mail" (1923)
- "Far Away Blues" / "I'm Going Back to My Used to Be" (1923) con Bessie Smith
- "I'm Gonna Tear Your Playhouse Down" / "You Don't Know My Mind" (1924)
- "Mean Papa Turn in Your Key" / "Back Woods Blues" (1924)
- "San Francisco Blues" / "Chain Gang Blues" (1924) con George Williams
- "Good Looking Papa Blues" / "Don't Advertise Your Man" (1924)
- "Kansas City Man Blues" / "Uncle Sam Blues" (1924)
- "The Basement Blues" / "Mama's Gone, Good Bye" (1924)
- "Freight Train Blues" / "Done Sold My Soul to the Devil (And My Heart's Done Turned to Stone)" (1924)
- "West Indies Blues" / "The Clearing House Blues" (1924)
- "He's Mine, All Mine" / "Steel Drivin' Sam" (1925)
- "The Market Street Blues" / "It Takes the Lawd (To Tell What's on My Mind)" (1925)
- "My Good for Nuthin' Man" / "When I Steps Out" (1925)
- "Nobody Knows the Way I Feel Dis Mornin'" / "If You Only Knowed" (1925)
- "Nobody's Blues but Mine" / "My Man Blues" (1925) con Bessie Smith and Her Band
- "Court House Blues" / "The L & N Blues" (1926)
- "How'm I Doin'" / "Whip It to a Jelly" (1926)
- "Ain't Nothin' Cookin' What You're Smellin'" / "Separation Blues" (1926)
- "Livin' Humble" / "Get on Board" (1927)
- "That's Why The Undertakers Are Busy Today" / "Black Woman's Blues" (1927)
- "Ease It" / "Percolatin' Blues" (1927)
- "Troublesome Blues" / "You Can't Get It Now" (1927)
- "Cheatin' Daddy" / "You Don't Know Who's Shakin' Your Tree" (1927) con Her Jazz Babies
- "Wanna Go Home" / "Ain't Got Nobody to Grind My Coffee" (1928)
- "Jelly Look What You Done Done" / "It's All Coming Home to You" (1928)
- "Steamboat Man Blues" / "Sobbin' Sister Blues" (1928)
- "Gin Mill Blues" / "Got My Mind on That Thing" (1929)
- "It's Tight Like That" / "Daddy Don't Put That Thing on Me Blues" (1929)
- "Papa I Don't Need You Now" / "Tired of the Way You Do" (1929)
- "Oh! Mister Mitchell" / "Where Is My Man" (1930)
- "Ol' Sam Tages" / "Unemployed Papa-Charity Workin' Mama" (1931)
- "For Sale" / "You Dirty Dog" (1931)
- "Broken Busted Blues" / "Court House Blues" con Louis Armstrong
- "Shipwrecked Blues" / "My John Blues"
- "Frosty Mornin' Blues" / "Easy Come Easy Go Blues"

y más